# Пайозеро (озеро, Мурманская область)
Пайозеро — пресноводное озеро на территории сельского поселения Зареченск Кандалакшского района Мурманской области.

## Общие сведения
Площадь озера — 2 км². Располагается на высоте 49,6 метров над уровнем моря.
Форма озера лопастная, неправильной треугольной формы. Берега изрезанные, каменисто-песчаные, преимущественно возвышенные, местами заболоченные.
Через Пайозеро течёт река Винча, впадающая в Нотозеро. Через Нотозеро протекает река Лопская, впадающая в озеро Пажма, являющееся частью Ковдозера. Через последнее протекает река Ковда, впадающая, в свою очередь, в Белое море.
По центру озера расположены два относительно крупных (по масштабам водоёма) острова без названия.
С юга к озеру подходит автозимник.
Населённые пункты вблизи водоёма отсутствуют.
Код объекта в государственном водном реестре — 02020000611102000001686.